# Jo Jung-suk
Jo Jung-suk, južnokorejski filmski igralec, * 26. december 1980, Seul, Južna Koreja.

## Filmografija
- 2012: Architecture 101
- 2012: Almost Che
- 2013: The Face Reader
- 2014: The Fatal Encounter
- 2014: My Love, My Bride
- 2015: The Exclusive: Beat the Devil's Tattoo

1. ↑  MAK